# Mobile Orchestra
Mobile Orchestra —en español: la orquesta portátil—,  es el quinto álbum de estudio de la banda de música electrónica Owl City, lanzado el 10 de julio de 2015.

## Antecedentes
En 2014, Owl City lanzó un EP llamado Ultraviolet con «Beautiful Times» como primer sencillo. Después del lanzamiento, Young dijo que tenía intención de lanzar con regularidad «una serie de EPs» en 2014 en lugar de un disco más extenso. El 7 de octubre de 2014, Young lanzó dos canciones simultáneamente, «You’re not alone» en colaboración con Britt Nicole y «Tokyo» en colaboración con Sekai No Owari.  El primero finalmente entró a formar parte de la edición internacional del disco mientras que el segundo se convirtió en la cuarta canción de la edición japonesa del álbum. La canción «Up all night» del EP Ultraviolet se incluyó también en la edición japonesa del álbum.
El 12 de mayo de 2015, se reveló el nombre del álbum junto con su ilustración y lista de canciones y se anunció la fecha de lanzamiento pese a su intención de lanzar una serie de EPs en vez de lanzar un álbum.
Young colaboró con varios artistas para proporcionar voces adicionales para las otras canciones del álbum: la artista británica Sarah Russell para la canción llamada «Thunderstruck», Jake Owen para la canción de country pop llamada «Back Home», el vocalista de la canción «Wake Me Up!» de Avicii Aloe Blacc para la canción sobre la graduación «Verge» y Hanson para la canción «Unbelievable».
En una entrevista concedida a Billboard, reveló cuál era el origen del nombre del álbum: «El título es como una broma sobre cómo me cuesta dejar de lado la parte creativa de mi cerebro, es por eso por lo que siempre estoy trabajando en alguna letra, o ritmo, o en alguna melodía que no puedo sacar de la cabeza. La parte buena y la parte mala de cómo toda esta increíble tecnología cabe dentro de una caja, de un portátil. Tanto la parte buena como la mala son que siempre puedes estar trabajando en algo estés donde estés. En un avión, que seguramente es lo que haga luego más tarde. Durante el vuelo seguramente esté con mis cascos, simplemente intentando sacar algo. Puedes estar en un autobús o un tren. La idea es que, con toda esta tecnología, alguien puede sentarse delante del ordenador y crear el sonido de una sinfonía tocada por 80 personas. Con todo en movimiento, campanas, silbidos. Esa es una descripción gráfica guay de lo que hago».

## Sencillos
El 5 de mayo, después de que se viera un anticipo de la canción en el programa «Draft Academy», se anunció que «Verge», en colaboración con Aloe Blacc, se lanzaría el 14 de mayo como primer sencillo. Más tarde, el 13 de mayo, se publicó un vídeo con la letra en el canal Vevo en YouTube de Owl City junto con un anuncio de su próximo vídeo musical.
El 5 de junio de 2015 se lanzó el vídeo de «My everything» en VEVO y YouTube.
El 26 de junio de 2015 se lanzó «Unbelievable» en colaboración con Hanson. Una versión para Europa se lanzó a principios de 2016 en colaboración con Karen Damen, Kristel Verbeke y Josje Huisman (antiguos miembros de la banda K3) con una nueva letra que sustituye la parte de Hanson.

## Críticas
El álbum recibió críticas mixtas por parte de los críticos musicales antes de su lanzamiento. Brian Mansfield calificó el disco con dos estrellas y media de cuatro en USA Today y opinó: «Sin embargo, el enfoque desenfadado de Young no siempre funciona, incluso cuando su corazón está en el lugar correcto». Andy Argyrakis le otorgó cuatro estrellas y escribió en la revista CCM Magazine: «Nunca se ha cortado a la hora de mostrar su fe, la cual sigue junto a un montón de sobredosis de azúcar que impregnan Mobile Orchestra.» Sarah Brehm, que le dio tres estrellas en HM Magazine, escribió: «Mobile Orchestra es un buen álbum de música electrónica serio». Scott Fryberger calificó el álbum con cuatro estrellas en Jesus Freak Hideout  y lo describió como «otro buen álbum de pop… Mobile Orchestra es una auténtica joya» Jessica Morris indicó en una reseña de PPCORN que le daba cuatro estrellas y media y dijo: «Mobile Orchestra es imprevisible, electrizante, sonoro y está lleno de significados… es absolutamente fantástico».  En New Release Today recibió una puntuación de cuatro estrellas y media y señalaron: «Mobile Orchesta es, sin duda, el mejor álbum de música alternativa del año… este álbum rebosa mensajes optimistas sobre el amor, la fe y la vida envueltos en ritmos increíblemente pegadizos y tempos propios de una pista de baile». Justin Sarachik, de BREATHEcast elogió el álbum y comentó: «En general, Mobile Orchestra es una intensa sinfonía musical de todos los frentes que no solo produce cosquilleos en los oídos, sino que también toca la fibra sensible con esperanza, positividad y ánimo. Young muestra sin ninguna vergüenza su fe y creencias en estas canciones, y lo hace sin la más mínima intención de contenerse. Mobile Orchestra es un gran proyecto de Owl City, y con algunos éxitos que harán el público se mantenga». En su crítica en el periódico The National, Saeed Saeed también alabó el álbum en conjunto, calificándolo con tres estrellas y citó «Verge», «Back Home» y «My everything» como las canciones más destacables del álbum y «Unbelievable» y «Bird With a Broken Wing» como las peor valoradas. Ken Capobianco de The Boston Globe valoró el álbum de manera positiva y dijo: «Seis años después de su éxito comercial “Fireflies” la banda Owl City de Adam Young ha dominado prácticamente su fórmula electrónica moderada y apunta directamente hacia la música comercial con este trabajo serio y que busca la aprobación del público. Sin embargo, estas canciones melódicas y cuidadas al detalle son demasiado transparentes e insustanciales como para dejar huella».
A pesar de las críticas positivas, el álbum tiene detractores. Jim Farber dio su opinión en el New York Daily News y concedió dos estrellas de cinco al álbum. «El nuevo álbum de Owl City suena como si lo hubieran grabado niños o gnomos. En realidad está creado en gran parte por un adulto: Adam Young, que utiliza el nombre de Owl City como nombre artístico. Desde su primer éxito internacional en 2009, «Fireflies», este se ha especializado en canciones electrónicas empalagosas, melodías infantiloides y letras que hacen que un orador motivacional parezca alguien deprimido y con tendencias suicidas». Tshepo Mokoena de The Guardian también lo valoró con dos estrellas de cinco y criticó el álbum: «Mobile Orchestra intenta empaquetar y vender la intimidad de las relaciones. Desafortunadamente, los resultados se llevan a cabo tan mal que parecen casi un insulto, emplea clichés y metáforas en lugar de adentrarse en la aterradora vulnerabilidad y el aceleramiento del pulso que acompaña al amor romántico». Añadió que el álbum es «carente de originalidad y cursi» pero «destinado a ser un éxito comercial». Randall Colburn , de The A.V. Club , le asignó una nota de C+ y opina que « Por tanto, es tranquilizador y un poco decepcionante al mismo tiempo que Mobile Orchestra sea el disco en el que Young amplíe los horizontes de su sonido y sus letras … En Mobile Orchestra no hay nada que indique que haya encontrado a su nueva musa, pero revela una fuerte pasión por ese descubrimiento». Randy W. Cross lo calificó con tres estrellas y media en Worship Leader y escribió: «Mobile Orchestra está repleto de ritmos que llevaron a muchísimos seguidores al sonido de Owl City».
En respuesta a las críticas negativas, Young confesó en una entrevista en Billboard que «sí que hay un truco. Cada vez que haces algo, siempre habrá alguien al que le guste, alguien que lo odie, y alguien que estará entre las dos cosas. Me siento como cuando leí una vez una estadística que decía algo así como “si sacas algo, habrá un 5% de la gente a la que le encantará, un 5% que lo odiará y un 90% que verá de qué va y que no le dará más importancia”. No darle vueltas a lo bueno o a lo malo es un buen truco. En cuanto a la lectura de críticas en línea y cosas de esas, me siento como si hubiera tomado un punto de vista súper sano con todo eso. Por  lo tanto le echo un vistazo, pero en el momento que veo que empiezo a darle vueltas o  empiezo a pensar demasiado en ello, lo dejo y pienso que, pase lo que pase, solo tengo que hacer mi trabajo lo mejor que pueda y ser una persona sincera y honesta. Pase lo que pase, la gente va a seguir diciendo cosas y eso está muy bien, y yo seguiré librando esta gran batalla».

## Lista de canciones
Todas las canciones escritas y compuestas por Adam Young except where noted. 
| International edition |                                                       |                                                |          |  |
| N.º                   | Título                                                | Escritor(es)                                   | Duración |  |
| 1.                    | «Verge» (featuring Aloe Blacc)                        | Aloe Blacc Young Matthew Thiessen Emily Wright | 3:33     |  |
| 2.                    | «I Found Love»                                        |                                                | 3:39     |  |
| 3.                    | «Thunderstruck» (en colaboración con Sarah Russell)   |                                                | 4:07     |  |
| 4.                    | «My Everything»                                       |                                                | 3:45     |  |
| 5.                    | «Unbelievable» (en colaboración con Hanson)           | Young Isaac Hanson Thiessen Wright             | 3:13     |  |
| 6.                    | «Bird With a Broken Wing»                             |                                                | 3:55     |  |
| 7.                    | «Back Home» (en colaboración con Jake Owen)           | Young Thiessen Wright                          | 3:09     |  |
| 8.                    | «Can't Live Without You»                              |                                                | 3:11     |  |
| 9.                    | «You're Not Alone» (en colaboración con Britt Nicole) |                                                | 3:54     |  |
| 10.                   | «This Isn't the End»                                  |                                                | 3:23     |  |

| Japanese edition |                                                       |              |          |  |
| N.º              | Título                                                | Escritor(es) | Duración |  |
| 1.               | «Mobile Orchestra»                                    | Young        | 0:35     |  |
| 2.               | «Verge» (en colaboración con Aloe Blacc)              | Young        | 3:33     |  |
| 3.               | «Up All Night»                                        | Young        | 3:51     |  |
| 4.               | «Tokyo» (en colaboración con Sekai no Owari)          | Young        | 3:39     |  |
| 5.               | «I Found Love»                                        | Young        | 3:39     |  |
| 6.               | «Unbelievable» (en colaboración con Hanson)           | Young        | 3:13     |  |
| 7.               | «My Everything»                                       | Young        | 3:45     |  |
| 8.               | «Back Home» (en colaboración con Jake Owen)           | Young        | 3:09     |  |
| 9.               | «Bird With a Broken Wing»                             | Young        | 3:55     |  |
| 10.              | «Thunderstruck» (en colaboración con Sarah Russell)   | Young        | 4:07     |  |
| 11.              | «This Isn't the End»                                  | Young        | 3:23     |  |
| 12.              | «You're Not Alone» (en colaboración con Britt Nicole) | Young        | 3:54     |  |
| 13.              | «Can't Live Without You»                              | Young        | 3:11     |  |

## Personal
Owl City
- Adam Young - vocal, productor, instrumentación(excepto en las pistas 2 y 9), mezclas en las pistas 2, 3, 6, 7 y 8

Additional musicians
- Aloe Blacc - voces y producción adicional, productor vocal de la pista 1(de Aloe Blacc)
- Sarah Russell - voces adicionales, productora vocal de la pista 3 (de Sarah Rusell)
- Hanson (band)|Hanson - voces adicionales de la pista 5
- Jake Owen - voces adicionales de la pista 7
- Britt Nicole - voces adicionales de la pista 9
- Sekai no Owari - voces adicionales de la pista 4 (edición japonesa)
- Stephanie Lauren - vocalista de respaldo en la pista 1
- Matthew Thiessen - vocalista de respaldo en la pista 1
- Emily Wright - vocalista de respaldo en la pista 1, productora vocal  (de Sekai no Owari)
- Abbey Olmsted - vocalista de respaldo en las pistas 1 y 4
- Minnesota Youth Chorus - coristas en la pista 5
- Jasper Nephew - guitarra en las pistas 2 y 9
- Bryan Fowler - guitarras adicionales en la pista 9, asistente de mezclas en la pista 4

|
Album production
- Steve Bursky - productor ejecutivo
- Ryan Williamson - productor vocal (de Hanson)
- Joey Moi - productor vocal (de Jake Owen)
- Joshua Crosby - productor vocal (de Britt Nicole)
- Matt Hoopes - productor vocal (de Stephanie Lauren)
- Christopher Stevens - mezcla en las pistas 4 y 9, programación adicional en la pista 9
- Robert Orton (audio engineer)|Robert Orton - mezclas en las pistas 5 y 10, mezcla en la pista 3 (edición japonesa)
- Jerrico Scroggins - ayudante de mezclas en la pista 9
- Ted Jensen - mastering
- Ben Adelson - A&R
- Rob Stevenson - A&R
- Rob Helmstetter - ilustraciones

|}
Source: Mobile Orchestra (Liner notes). Owl City. 2015.

## Posicionamiento
| Listas (2015)                    | Posición |
| -------------------------------- | -------- |
| Japan Hot 100 (Billboard)        | 67       |
| U.S. Billboard 200               | 11       |
| U.S. Digital Albums (Billboard)  | 5        |
| U.S. Top Album Sales (Billboard) | 7        |

## Historial de lanzamientos
| Región    | Fecha               | Edición                | Formato             | Discográfica | Ref.   |
| --------- | ------------------- | ---------------------- | ------------------- | ------------ | ------ |
| Japón     | 10 de julio de 2015 | Bonus track Commentary | CD descarga digital | Republic     | [ 28 ] |
| Worldwide | 10 de julio de 2015 | Standard               | CD descarga digital | Republic     | [ 29 ] |